# Graduate (gruppo musicale)
I Graduate sono stati una band inglese New wave e mod revival, nota soprattutto per essere composta dal chitarrista Roland Orzabal e Curt Smith, in seguito fondatori dei Tears for Fears.
I Graduate hanno all'attivo un solo album, Acting My Age, pubblicato dalla Pye Records nel corso del 1980. Dopo aver pubblicato un ulteriore singolo, Ambition, i Graduate si sono sciolti nel 1981, anno che ha visto il debutto dei Tears for Fears col singolo Suffer the Children uscito a Novembre.
Nel 2001 la Sanctuary Records ha ristampato su CD un'edizione di Acting My Age contenente diverse tracce aggiuntive, fra cui alcuni brani incisi per l'abortito secondo album.

## Componenti
- Roland Orzabal - chitarra, voce, tastiere
- Curt Smith - bassista, sintetizzatore, voce occasionale
- John Baker - chitarra, voce occasionale
- Steve Buck - tastiere e flauto
- Andy Marsden - batteria

## Discografia
Album in studio
- 1980 - Acting My Age

Raccolte
- 1991 - Graduate (solo per la Germania)

Singoli
- 1979 - Mad One
- 1979 - Somebody Put Out The Fire
- 1980 - Premature Baby
- 1980 - Oh You Boys
- 1980 - Acting My Age
- 1980 - Sick and Tired
- 1980 - Ever Met a Day
- 1980 - Dancing Nights
- 1980 - Shut Up
- 1980 - Elvis Should Play Ska
- 1980 - Watching Your World
- 1980 - Love That Is Bad
- 1980 - Julie Julie
- 1980 - Bad Dreams
- 1980 - Christ Look Upon Us
- 1980 - Happens So Fast (Alias Sam)
- 1980 - I See Thorugh You
- 1980 - No Second Troy
- 1980 - Only The Best
- 1980 - Think Of Me
- 1981 - Ambition